# おはZIP!
『おはZIP!』（おはジップ）は、2011年4月1日から2012年3月16日までの間、中京テレビで月曜日から金曜日の5:20 - 5:50（JST）に生放送されていた情報番組である。

## 概要
2011年4月1日に放送開始。日本テレビ系列で新たにスタートした情報番組『ZIP!』が前番組『ズームイン!!SUPER』より30分繰り下げになったことから、新たなローカルワイド番組として放送開始された。中京テレビでの朝のローカルワイド番組は、『おめざめワイド』以来2年ぶりである。
中京テレビでの経費削減がゆえにフルネット化した『ズームイン!!SUPER』においても6時台のローカル差し替えが目立っていたこともあり、フルネット化後でも『ズームイン!!SUPER』を6:30飛び乗りに戻して、自社制作を再開しても変わりなかったということであったため、東海3県ローカルを5時台に集約して自社制作を再開することとなった。その代わり『ZIP!』本編では天気コーナーの差し替えのみに留まっている。
番組はその後、2012年3月16日放送分をもって終了した。同年3月19日からは後番組として、『Oha!4 NEWS LIVE』（第2部）の定時放送を通常回線による番販ネットにて開始した。

## 出演者

### メインキャスター
- 佐藤和輝（中京テレビアナウンサー）
- 本多小百合（当時中京テレビアナウンサー） - 本多にとっては9年ぶりに担当する早朝番組となった。

### 中継リポート
- 水谷陽介（当時中京テレビアナウンサー）

### 芸能リポーター
いずれも前番組『ズームイン!!SUPER』から引き続き出演していた人物である。
- 井上公造
- 佐々木博之
- 川内天子
- あべかすみ
- 長谷川まさ子
- 菊池真由子

## タイムテーブル
| 時刻（JST） | 放送内容                       | 備考 |
| ----------- | ------------------------------ | --- |
| 5:20:00     | 番組オープニング               | ステブレレスで日テレNEWS24のフィラー（『Oha!4 NEWS LIVE』第1部）から接続。 基本は佐藤・本多の2名（不定期でレポーターが1、2名ほど参加）でオープニングトークを行った後、東海三県の天気予報を伝える。 |
| 5:23頃      | NEWS & SPORTS ハイ!チューもく! | 地方紙（中日新聞、読売新聞）・各スポーツ紙の1面から記事をピックアップして紹介する。 |
| 5:30頃      | おはとぴ                       | 全国のニュースを中心にトピックス形式で伝える。全国ニュースの素材は、『Oha!4-』から流用したものに独自のテロップを重ねて放送する場合が多い。                                                         |
| 5:40頃      | +ZIP                           | 特集コーナー。不定期放送のため、コーナーの放送が無い回は「おはとぴ」などが延長して放送される。 |
| 5:50        | ZIP!                           | ステブレレスで『ZIP!』に接続。 |

## その他
- 本番組は『ZIP!』と同日に放送を開始したため、『ZIP!』より本番組のほうが早くスタートしている。
- 『ZIP!』のロゴには、全国版と同じ雲のロゴを使用していた。
- 中京テレビ独自の『ZIP!』宣伝の5秒アイキャッチでは、この『おはZIP!』のキャスターである佐藤・本多と、本家『ZIP!』のキャスターである桝・関根の4人が勢ぞろいしていた。また、名古屋市営地下鉄等の駅構内に貼られた番組開始当初の番組広告は、その4人が体操服姿でラジオ体操を踊る絵となっていた。
- 佐藤と本多は、この『おはZIP!』から引き続き出演する形で『ZIP!』本編のローカル天気コーナーも担当していた。
- 2011年は12月23日に年内の放送を終え、2012年は1月4日から新年の放送を開始。なお、2011年12月26日 - 28日は当番組の代替で『Oha!4 NEWS LIVE』（第2部）の定時放送を通常回線による番販ネットにて行った。29日の『Oha!6 NEWS LIVE』[4]については非ネットだった。